# Philip Galle
Philip Galle lub Philips Galle (ur. 1537 w Haarlemie, zm. w 1612 w Antwerpii) – holenderski drukarz i rytownik.
Był jednym z najważniejszych wydawców w Niderlandach Południowych i w Europie. Wydawał ryciny na podstawie znanych dzieł malarskich, które sam również wykonywał jako rytownik. Był mistrzem gildii św. Łukasza.